# Propergol líquido
Un propergol líquido es un tipo de carburante cuyos componentes se presentan en forma líquida. Al igual que los demás propergoles, el propergol líquido es una fuente de energía termoquímica que habitualmente se utiliza en determinados vehículos aéreos, principalmente en aviones y cohetes, como medio de propulsión. A diferencia de los propergoles sólidos, una vez que se ha iniciado la combustión del mismo, el proceso de reacción termoquímica puede regularse o detenerse por medio de válvulas de regulación sobre los inyectores.
Los propergoles líquidos se clasifican en:
- Propergoles líquidos monopropelentes. Son los que están constituidos esencialmente por mono-ergoles, como por ejemplo el óxido de etileno (C2H4O), o como el nitrometano (CH3NO2).

- Propergoles líquidos bipropelentes. Son los que están constituidos por un oxidante como por ejemplo el Oxígeno líquido, y un combustible como por ejemplo el Hidrógeno líquido o también conocido como Hidrógeno metálico.

- Datos: Q3815607